# Pagurus dartevellei
Pagurus dartevellei is een tienpotigensoort uit de familie van de Paguridae. De wetenschappelijke naam van de soort is voor het eerst geldig gepubliceerd in 1958 door Forest.